# Barbatio
Barbatio (overleden 359) was een Romeinse infanteriegeneraal tijdens de regering van Constantius II. Voorheen was hij commandant van het persoonlijke troepen van Gallus Caesar. In opdracht van Constantius II arresteerde hij Gallus. Daarmee verzekerde hij zijn promotie na de dood van Claudius Silvanus. 
In 359 werden hij en zijn vrouw Assyria gearresteerd en wegens verraad tegen Constantius II onthoofd, mogelijk als onderdeel van een samenzwering van Arbitio, een senior cavaleriecommandant. 